# Cúp quốc gia Wales 1928–29
Cúp quốc gia Wales FAW 1928–29 là mùa giải thứ 48 của giải đấu bóng đá loại trực tiếp hàng năm dành cho các đội bóng ở Wales.

## Từ viết tắt
Tên giải đấu nằm sau tên các câu lạc bộ.
- B&DL - Birmingham & District League
- CCL - Cheshire County League
- FL D1 - Football League First Division
- FL D3N - Football League Third Division North
- FL D3S - Football League Third Division South
- SFL - Southern Football League
- WLN - Welsh League North
- WLS - Welsh League South

## Vòng Ba
| Số thứ tự trận | Đội nhà       | Tỉ số | Đội khách          |
| -------------- | ------------- | ----- | ------------------ |
| 1              | Chester (CCL) | 1–1   | Oswestry Town B&DL |

## Vòng Bốn
| Số thứ tự trận | Đội nhà       | Tỉ số | Đội khách |
| -------------- | ------------- | ----- | --------- |
| 1              | Chester (CCL) | 2–5   | Buckley   |

## Vòng Năm
Vòng này bao gồm 8 đội thắng từ vòng Bốn and 8 đội bóng mới.

## Bán kết
Cả hai trận bán kết đều diễn ra tại Rhyl.
| Số thứ tự trận | Đội nhà                 | Tỉ số | Đội khách             |
| -------------- | ----------------------- | ----- | --------------------- |
| 1              | Connah's Quay & Shotton | 7–0   | Merthyr Town (FL D3S) |
| 2              | Rhyl                    | 1–2   | Cardiff City (FL D2)  |

## Chung kết
Trận Chung kết diễn ra tại Shrewsbury, trận đá lại diễn ra tại Wrexham.
| Số thứ tự trận | Đội nhà                 | Tỉ số | Đội khách            |
| -------------- | ----------------------- | ----- | -------------------- |
| 1              | Connah's Quay & Shotton | 3–0   | Cardiff City (FL D1) |